# Porites echinulata
Porites echinulata là một loài san hô trong họ Poritidae. Loài này được Klunzinger mô tả khoa học năm 1879.